# Iván Pineda
Juan Carlos Iván Pineda Vázquez (ur. 22 lipca 1992 w Ciudad Victoria) – meksykański piłkarz występujący na pozycji lewego obrońcy, od 2019 roku zawodnik Correcaminos UAT.

## Kariera klubowa
Pineda jest wychowankiem akademii juniorskiej klubu CF Pachuca, w której rozpoczął treningi w wieku dwunastu lat. Do seniorskiej drużyny został włączony jako osiemnastolatek przez szkoleniowca Efraína Floresa, jednak nie zdołał w niej zadebiutować i po upływie kilku miesięcy przeniósł się do drugoligowego Club León na mocy współpracy między obydwoma zespołami (posiadającymi wspólnego właściciela – przedsiębiorstwo Grupo Pachuca). Tam od razu wywalczył sobie miejsce w wyjściowym składzie i w wiosennym sezonie Clausura 2012 wygrał ze swoją ekipą rozgrywki Liga de Ascenso, co zaowocowało awansem Leónu do najwyższej klasy rozgrywkowej. W Liga MX zadebiutował 26 października 2012 w wygranym 4:1 meczu z Jaguares, lecz bezpośrednio po awansie do pierwszej ligi został relegowany do roli głębokiego rezerwowego. W jesiennych rozgrywkach Apertura 2013, mimo sporadycznych występów, wywalczył z Leónem tytuł mistrza Meksyku i sukces ten powtórzył z drużyną Gustavo Matosasa również pół roku później, w sezonie Clausura 2014.
Latem 2015 Pineda został ściągnięty przez Gustavo Matosasa – swojego byłego trenera z Leónu – na wypożyczenie do prowadzonej przez niego drużyny Club Atlas z siedzibą w Guadalajarze. Tam jako rezerwowy spędził pół roku bez większych sukcesów, po czym udał się na wypożyczenie po raz kolejny, tym razem do drugoligowej ekipy FC Juárez.
| Sezon     | Klub       | Kraj   | Rozgrywki  | Mecze | Bramki |
| --------- | ---------- | ------ | ---------- | ----- | ------ |
| 2010/2011 | CF Pachuca | Meksyk | Liga MX    | 0     | 0      |
| 2011/2012 | Club León  | Meksyk | Ascenso MX | 32    | 0      |
| 2012/2013 | Club León  | Meksyk | Liga MX    | 9     | 0      |
| 2013/2014 | Club León  | Meksyk | Liga MX    | 7     | 0      |
| 2014/2015 | Club León  | Meksyk | Liga MX    | 0     | 0      |
| 2015/2016 | Club Atlas | Meksyk | Liga MX    | 5     | 0      |
| 2015/2016 | FC Juárez  | Meksyk | Ascenso MX |       |        |